# Pyrausta leechi
Pyrausta leechi là một loài bướm đêm trong họ Crambidae.